# Floiophycus
Floiophycus, rod crvenih algi iz potporodice Floiophycoideae, dio porodice Porolithaceae. Postoje dvije priznate vrste; tipična je F. walteradeyi morska alga iz Australije opisana 2018.
Rod je opisan 2018.

## Vrste
1. Floiophycus africanus (Foslie) R.A.Townsend & Huisman
2. Floiophycus walteradeyi R.A.Townsend & Huisman